# Utopians (film)
Pour le groupe de rock, voir Utopians.
Pour plus de détails, voir Fiche technique et Distribution.
Utopians (衕流合烏, Tung lau hap woo) est un film hongkongais réalisé par Scud, sorti en 2015. Les personnages principaux du film sont au centre du film Apostles du même réalisateur, sorti en 2022.

## Synopsis
Hins Gao, un jeune homme, est attiré par son professeur, Antonio Ming.

## Fiche technique
- Titre : Utopians
- Titre original : 衕流合烏 (Tung lau hap woo)
- Réalisation : Scud
- Scénario : Scud
- Musique : Kawayama Ho
- Photographie : Nathan Wong
- Montage : Matthew Hui
- Production : Scud
- Société de production : Artwalker
- Pays :  Hong Kong et  Thaïlande
- Genre : Comédie dramatique et romance
- Durée : 94 minutes
- Dates de sortie : 
  -  Japon : novembre 2015
  -  Hong Kong : septembre 2016

## Distribution
- Adonis He : Hins
- Jackie Chow : le professeur Antonio Ming
- Chin Ching-man : Swan
- Fiona Wang : Joy

## Distinctions
Le film a été présenté en sélection officielle dans de nombreux festivals :
- Festival international du film de Palm Springs 2016[1]
- Outfest FUSION 2016[2].
- Festival du film gay et lesbien de Turin 2016[3]
- Festival du film lesbien et gay de Hong Kong 2016[3]
- Festival international du film de Chicago 2016[3]